# Каскавел (Парана)
Каскавел (порт. Cascavel) — город и муниципалитет в Бразилии, входит в штат Парана. Составная часть мезорегиона Запад штата Парана. Входит в экономико-статистический микрорегион Каскавел и городскую агломерацию  Каскавел. Население города составляет 309 259 человек на 2014 год. Занимает площадь 2100,105 км². Плотность населения — 147,3 чел./км².
Праздник города — 14 декабря.

## История
Город основан 14 декабря 1952 года.

## Статистика
- Валовой внутренний продукт на 2005 год составляет 2 914 239,00 реалов (данные: Бразильский институт географии и статистики).
- Валовой внутренний продукт на душу населения на 2005 год составляет 10 476,00 реалов (данные: Бразильский институт географии и статистики).
- Индекс развития человеческого потенциала на 2000 год составляет 0,810 (данные: Программа развития ООН).

## География
Климат местности: субтропический. В соответствии с классификацией Кёппена, климат относится к категории Cfa.

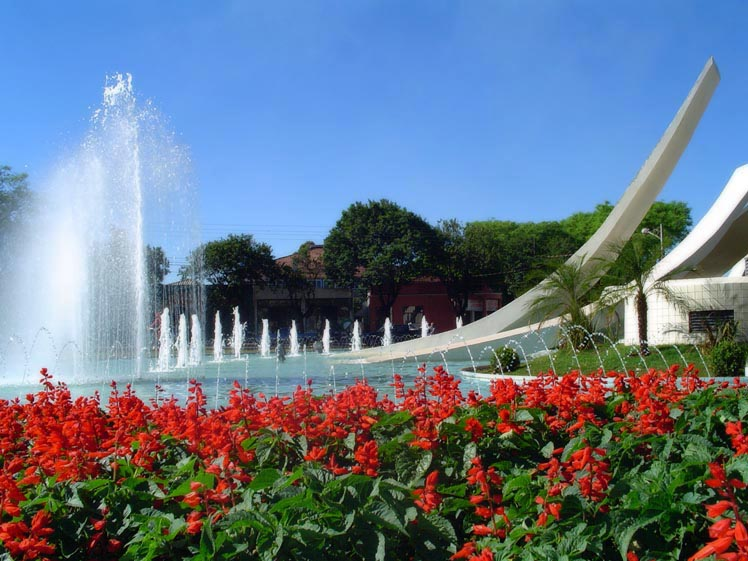